# Prefijo telefónico

Mapa provincial de prefijos españoles

Un prefijo telefónico (también llamado número identificador de región (NIR), clave larga distancia automática (LADA), característica, indicativo telefónico o código de área) es una sucesión numérica que se marca delante del número de usuario al realizar una llamada telefónica, con el propósito de seleccionar la demarcación territorial lógica a la que pertenece dicho usuario.
Estas demarcaciones lógicas que los prefijos telefónicos designan pueden corresponderse con divisiones geográficas de la red telefónica, o bien con ciertos servicios especiales, como los números inteligentes o la red de telefonía móvil.[cita requerida]

## Tipos de prefijos
Existen indicativos telefónicos que denotan el país al que se llama; estos indicativos están regulados por la Unión Internacional de Telecomunicaciones. Sin embargo, es competencia de cada país el modo en que distribuye los prefijos telefónicos correspondientes a las zonas geográficas del mismo. Como consecuencia, existen varios tipos de prefijos.
- De longitud fija, p.ej. 3 cifras en Antillas Menores, Estados Unidos, Jamaica, Puerto Rico, República Dominicana y Venezuela,[2] o de una sola cifra como en Australia.
- De longitud variable, p.ej. entre 2 y 5 cifras en Alemania y Austria; entre 1 y 3 cifras en Japón; 1 o 2 cifras en Chile e Israel; entre 2 y 4 cifras en Argentina.
- Existen redes en donde los prefijos telefónicos van incluidos en el número del usuario; es el caso de países como México, Guatemala, España o Noruega. Esto se conoce como plan de numeración cerrado. En algunos casos aún es necesario pulsar un código de acceso a la red (generalmente 0), como en Bélgica, Suiza o Sudáfrica, por ejemplo.

En muchos casos, los indicativos telefónicos determinan el coste de la llamada. Por ejemplo, en España las llamadas a números con el indicativo 900 son pagadas íntegramente por el receptor de la llamada, mientras que las llamadas a números con los prefijos 803 u 806 tienen un precio especialmente alto. Generalmente, las llamadas entre números con el mismo prefijo telefónico suelen ser más baratas que las llamadas a números de diferente prefijo; sin embargo, no es así en algunos países, en los cuales el precio de la llamada no depende del indicativo regional (como en Israel, Chile y Uruguay).

## Planes de marcación abiertos

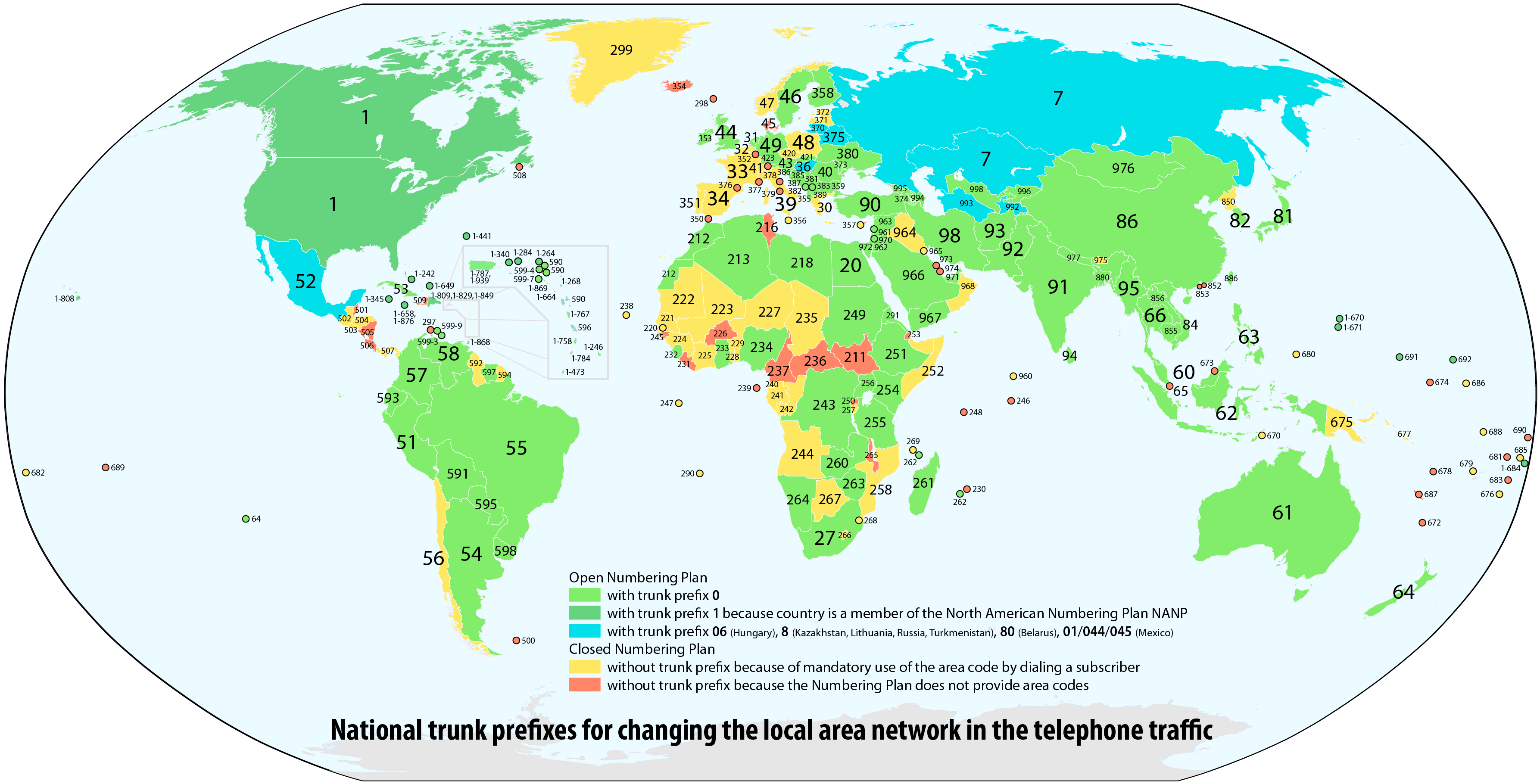

Un plan de marcación abierto es aquel en que las llamadas locales y las de larga distancia no se efectúan de igual modo. Esto implica que para hacer una llamada local no es necesario marcar el prefijo telefónico, mientras que sí se necesita para llamadas afuera del área del prefijo. Este prefijo va precedido del código de acceso a la red (generalmente "0"), que se omite cuando se llama desde fuera del país. Por ejemplo, para llamar a un número en Ámsterdam, en los Países Bajos, lo haríamos del siguiente modo:
```
xxx xxxx        (desde dentro del área de Ámsterdam, no hace falta prefijo)
020 xxx xxxx    (desde fuera del área de Ámsterdam)
+31 20 xxx xxxx (desde fuera de los Países Bajos)
```

En Estados Unidos, Canadá y otros territorios dentro del Plan de Numeración Norteamericano (NANP), el código de acceso a la red es '1', que casualmente es también el prefijo telefónico internacional. Para llamar a un número en San Francisco, obraríamos del siguiente modo:
```
xxx xxxx        (desde dentro del área de San Francisco)
1 415 xxx xxxx  (desde fuera del área de San Francisco)
415 xxx xxxx    (teléfonos móviles dentro del NANP)
+1 415 xxx xxxx (desde territorios de fuera del NANP)
```

No se debe confundir un plan de numeración abierto o cerrado con un plan de marcación abierto o cerrado. Un plan de numeración cerrado, como el de América del Norte, se caracteriza por tener prefijos telefónicos y números de usuario de una longitud fija. En un plan de numeración abierto los prefijos telefónicos o los números de usuario tienen una longitud variable, debido a que no han sido estandarizados. No suele encontrarse un plan de marcación cerrado donde hay un plan de numeración abierto. Los planes de numeración nacional de cada país pueden ser consultados en la web de la ITU

## Planes de marcación cerrados
Un plan de marcación cerrado es aquel en que el número de usuario tiene una longitud fija. Suele ser usual en países pequeños en donde no son necesarios prefijos regionales. Sin embargo, hay países grandes, como México, en donde se ha implantado un plan de marcación cerrado, debido a que permite repartir más números de usuario sin aumentar la longitud de los mismos. Esto hace obsoleta la utilización de un código de acceso a la red. Por ejemplo, para llamar a Oslo en Noruega antes de 1992, se había de marcar:
```
xxx xxx       (desde dentro del área de Oslo)
02 xxx xxx    (desde fuera del área de Oslo)
+47 2 xxx xxx (desde fuera de Noruega)
```

En 1992 se cambió a un plan de marcación cerrado de ocho cifras, del siguiente modo:
```
22xx xxxx     (desde dentro de Noruega, incluyendo Oslo)
+47 22xx xxxx (desde fuera de Noruega)
```

En otros países, como Francia, Bélgica, Suiza o Sudáfrica, hace falta marcar el código de acceso a la red ante el número de usuario para las llamadas dentro del país, ya sean locales o de larga distancia:
```
París 01 xxxx xxxx (desde fuera de Francia +33 1 xxxx xxxx)
Bruselas 02 xxx xxxx (desde fuera de Bélgica +32 2 xxx xxxx)
Ginebra 022 xxx xxxx (desde fuera de Suiza +41 22 xxx xxxx) 
Ciudad del Cabo 021 xxx xxxx (desde fuera de Sudáfrica +27 21 xxx xxxx)
```